# آجمالین
آجمالین (انگلیسی: Ajmaline) یک آلکالوئید بوده و جزء گروه آنتی آریتمی های گروه a1-A می‌باشد. این دارو  در درمان آریتمی های بطنی و فوق بطنی و نیز جهت تشخیص افتراقی سندرم ولف-پارکینسون-وایت و همچنین القای انقباضات آریتمیک در بیماران مشکوک به سندرم بروگادا  تجویز می شود. همچنین می توان آن را به طریق انفوزیون داخل وریدی، خوراکی و تزریق داخل عضلانی تجویز نمود. همچنین به صورت فرم های هیدروکلراید، مونواتانولات و نمک فنوباربیتال مصرف می شود.